# Tebello Ramakongoana
Tebello Ramakongoana (Mohlapiso, 13 ottobre 1996) è un maratoneta lesothiano.

## Biografia
Nato a Mohlapiso nel distretto di Qacha's Nek in Lesotho, nel 2023 ha vinto la maratona di Durban in Sudafrica, ed è arrivato 4° ai campionati del mondo di Budapest nella maratona.
Nel 2024 ha stabilito il record nazionale nella maratona di Osaka. Ai Giochi Olimpici di Parigi è stato portabandiera nella cerimonia di apertura ed è giunto 7° nella maratona stabilendo il nuovo record nazionale.
Nel 2025 nella maratona di Xiamen in Cina è giunto secondo migliorando ancora il record nazionale.

## Record nazionali
Seniores
- 5 km su strada: 13'58" ( Boston, 13 aprile 2024)
- Mezza maratona: 1h00'17" ( Duluth, 22 giugno 2024)
- Maratona: 2h06'18" ( Xiamen, 5 gennaio 2025)

## Progressione

### Maratona
| Stagione | Misura   | Luogo          | Data       | Rank. Mond. |
| -------- | -------- | -------------- | ---------- | ----------- |
| 2025     | 2h06'18" | Xiamen         | 5-1-2025   |             |
| 2024     | 2h07'58" | Parigi         | 10-8-2024  |             |
| 2023     | 2h09'57" | Budapest       | 27-8-2023  |             |
| 2022     | 2h12'35" | Eugene         | 17-7-2022  |             |
| 2021     | 2h10'24" | Città del Capo | 17-10-2021 |             |

## Palmarès
| Anno                          | Manifestazione          | Sede         | Evento        | Risultato | Prestazione | Note  |
| ----------------------------- | ----------------------- | ------------ | ------------- | --------- | ----------- | ----- |
| In rappresentanza del Lesotho |                         |              |               |           |             |       |
| 2022                          | Campionati africani     | Saint-Pierre | 10000 m piani | 12º       | 30'47"40    | [ 6 ] |
| 2022                          | Mondiali                | Eugene       | Maratona      | 35º       | 2h12'35     |       |
| 2022                          | Giochi del Commonwealth | Birmingham   | 5000 m piani  | 17º       | 14'54"62    |       |
| 2023                          | Mondiali                | Budapest     | Maratona      | 4º        | 2h09'57"    | [ 7 ] |
| 2024                          | Giochi olimpici         | Parigi       | Maratona      | 7º        | 2h07'58"    | [ 8 ] |

## Campionati nazionali
- 1 volta campione nazionale lesothiano dei 10000 metri piani (2020)

2020
- Oro ai campionati lesothiani assoluti (Maseru), 10000 m piani - 29'38"5

## Altre competizioni internazionali
2021
- Bronzo alla Maratona di Città del Capo, ( Città del Capo), maratona - 2h10'24"

2023
- Oro alla Maratona di Durban - ( Durban), maratona - 2h10'10"

2025
- Argento alla Maratona di Xiamen - ( Xiamen), maratona - 2h06'18"